# Johan Philip Palmén
Johan Philip Palmén, född 31 oktober 1811 i Björneborg, död 30 juni 1896 i Helsingfors, var en finländsk friherre, jurist och ämbetsman. Han var far till Johan Axel och Ernst Gustaf Palmén.
Palmén blev student vid Kejserliga Akademien i Åbo 1827, filosofie magister 1832 och juris kandidat 1836. Han ägnade sig under några år åt praktisk juridisk verksamhet men bestämde sig sedermera för universitetsbanan, blev juris licentiat 1839, adjunkt vid Helsingfors universitet i Finlands allmänna samt romerska och ryska lagfarenheten 1840 samt juris doktor samma år. Sedan han 1840–44 förestått professur, utnämndes han 1844 till professor i romerska och ryska lagfarenheten. År 1853 övertog han professuren i kriminal- och statsrätt samt rysk lagfarenhet, 1858 professuren i civil lagfarenhet och romersk rätt, vilken lärarplats han innehade till 1867. Från 1853 var han dekanus vid universitetets juridiska fakultet samt erhöll 1861 kansliråds- och 1866 statsrådstitel. 
Under sin långa lärarverksamhet utövade Palmén ett mäktigt inflytande på de rättsvetenskapliga studierna vid det finländska universitetet varvid han särskilt lade vikt vid att bibringa kunskap om den svenska rättens historiska utveckling. Ur hans forskning på detta fält framgick Rättshistoriska bidrag till tolkningen af 1734 års lag (1849–52). I övrigt utgav han Lärobok uti Finlands lagar för finska kadetkorpsens behof (1852–55), Juridisk handbok för medborgerlig bildning (1859) och Storfurstendömet Finlands grundlagar jemte till dem hörande statshandlingar (1861) vilken var av särskild betydelse med avseende på det då återuppvaknande politiska livet. I "Juridiskt album" (utgiven av Robert Erik Lagus) meddelade han Bidrag till historien om dödsstraffet i Finland och Det nya lagverkets historia. Dessutom kan nämnas uppsatser rörande juridiska ämnen i Juridiska föreningens i Finland tidskrift, i "Litteraturblad för allmän medborgerlig bildning" samt i flera tidningar. 
Palméns insikter togs i anspråk för flera offentliga uppdrag. Han var 1843–47 sekreterare i kommittén för granskning av lagkommissionens systematiska sammandrag av författningar. Han kallades 1862 och 1863 till ledamot av kommittén för avgivande av utlåtande om utvägar att befordra finska språkets användning i rättegångshandlingar vid underdomstolarna. Vidare var han medlem av en av de kommittéer, som ägde att utarbeta förslag till propositioner för 1863 års lantdag, samt av en kommitté, som hade att granska de gällande stadgarna om Finlands Banks verksamhet. År 1867 inträdde han i styrelsen som senator och medlem av justitiedepartementet. Han blev 1868 chef för ecklesiastikexpeditionen, 1871 prokurator och 1877 vice ordförande i justitiedepartementet. Han var 1869–72 medlem av skolöverstyrelsen och sedan 1873 vice kansler för universitetet i Helsingfors. Han adlades 1875 och blev friherre 1883.

## Utmärkelser
- Sankt Annas orden, tredje klass,  1848[3]
- Sankt Annas orden, andra klass,  1854[3]
- Sankt Annas orden, andra klass med kejsarkrona,  1856[3]
- Riddare av Nordstjärneorden,  1864[3]
- Sankt Vladimirs orden, tredje klass,  1870[3]
- Sankt Stanislausorden, första klassen,  1873[3]
- Sankt Annas orden, första klass,  1879[3]
- Sankt Vladimirs orden, andra klassen,  1886[3]
- Vita örnens orden,  1890[3]
- Riddare av Sankt Alexander Nevskij-orden,  1894[3]

[Redigera Wikidata]